# Kanton Saint-Romain-de-Colbosc
Kanton Saint-Romain-de-Colbosc (fr. Canton de Saint-Romain-de-Colbosc) je francouzský kanton v departementu Seine-Maritime v regionu Horní Normandie. Skládá se z 18 obcí.

## Obce kantonu
- La Cerlangue
- Épretot
- Étainhus
- Gommerville
- Graimbouville
- Oudalle
- La Remuée
- Rogerville
- Sainneville
- Saint-Aubin-Routot
- Saint-Gilles-de-la-Neuville
- Saint-Laurent-de-Brèvedent
- Saint-Romain-de-Colbosc
- Saint-Vigor-d'Ymonville
- Saint-Vincent-Cramesnil
- Sandouville
- Tancarville
- Les Trois-Pierres